# Bugatti Royale
El Bugatti Type 41, más conocido como Royale, es un automóvil de gran lujo con 4,3 metros de distancia entre ejes y 6,4 metros de longitud total. Su peso es de aproximadamente 3.175 kilogramos y utiliza un motor de ocho cilindros en línea de 12,7 L (12.763 cc). En comparación con el moderno Rolls-Royce Phantom (producido desde 2003), el Royale es aproximadamente un 20% más largo, y un 25% más pesado. Esto hace del Royale uno de los coches más grandes del mundo.
Ettore Bugatti había planeado construir 25 ejemplares del Royale, y venderlos a la realeza para convertirlo en el automóvil más lujoso. Pero incluso la realeza europea no iba a poder comprar esos coches durante la Gran Depresión, y Bugatti solo fue capaz de vender tres de los seis fabricados.

## Diseño

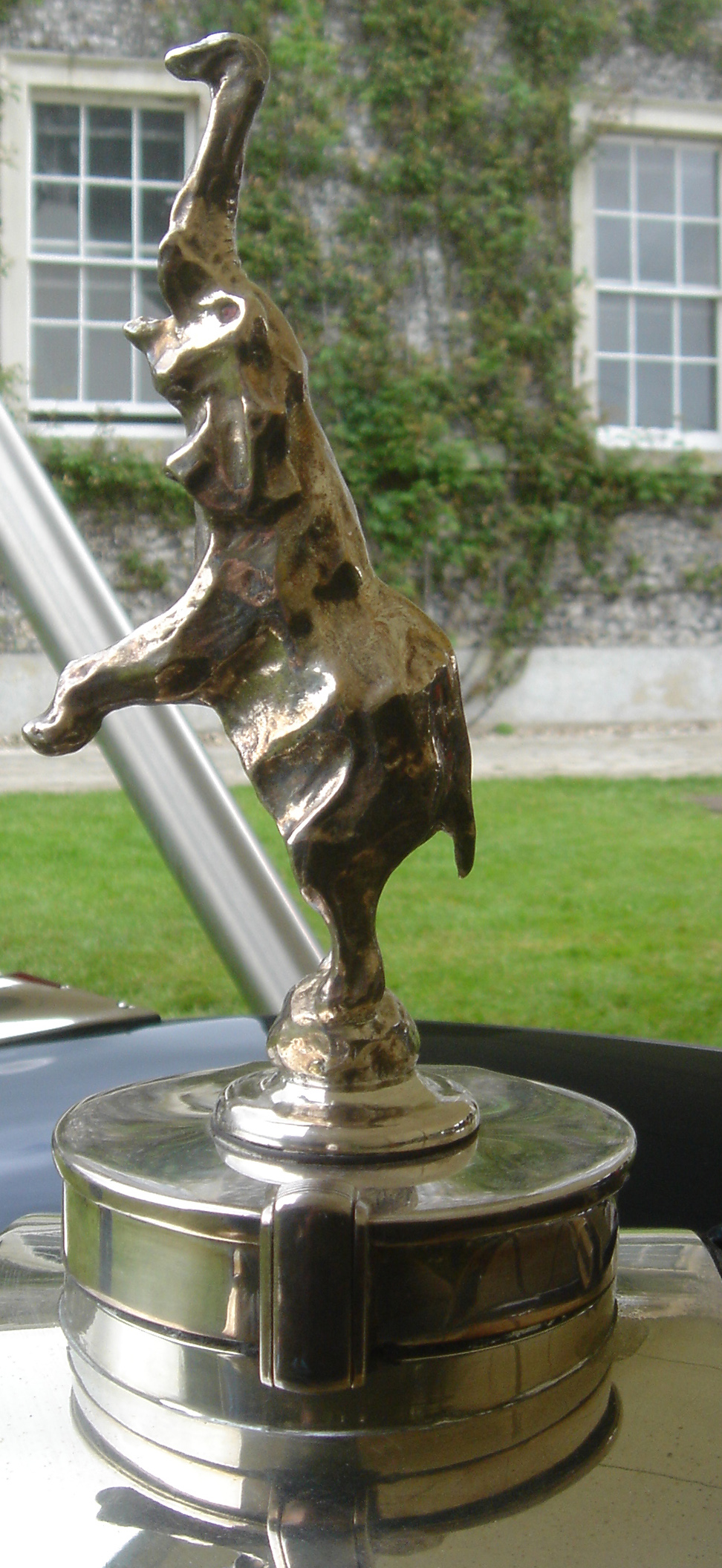
Tapa del radiador del Type 41.

Elaborado por Ettore Bugatti, se dice que fabricó el Type 41 porque se ofendió por los comentarios de una dama inglesa que comparó negativamente sus coches con los de Rolls-Royce.
El prototipo tenía un motor con una cilindrada de cerca de 15 litros. En la versión de serie, la cilindrada fue reducida a 12,7 litros. El motor fue construido alrededor de un único gran bloque (aprox. 1,4 metros de largo por 1,1 metros de alto), siendo uno de los motores de automóvil más grandes que se fabricaron, con una potencia de 205 a 223 kW (275 a 300 CV). El motor se basaba en un diseño de motores de aviación que había sido concebido por el Ministerio del Aire francés, pero nunca se produjo en esa configuración.
El chasis era comprensiblemente robusto, con una suspensión convencional semielíptica de ballesta en la parte delantera. En la parte trasera se complementó con un segundo juego de ballestas. Unas grandes zapatas eran operadas mecánicamente a través de cables: los frenos eran eficaces pero, sin servofreno, se necesitaba un piloto con gran fuerza muscular para accionarlos. Las ruedas del coche "Roue Royale" miden 610 mm de diámetro.
Como reflejo de algunas modas de la época, el conductor tenía delante una serie de botones de barba de ballena, mientras que el volante estaba cubierto de madera de nogal. 
La prueba de carretera realizada en 1926 por W. F. Bradley a solicitud de Ettore Bugatti para la revista Autocar demostró cómo la construcción del chasis permitía un muy buen y equilibrado manejo a alta velocidad, similar al de los pequeños deportivos de Bugatti, a pesar del peso y el tamaño del coche.
Todos los Royales fueron carrozados individualmente. La tapa del radiador representaba un elefante, una escultura del hermano de Ettore Rembrandt Bugatti.

## Producción
En 1928 Ettore Bugatti afirmó que "este año el rey Alfonso de España recibirá su Royale", pero tras la proclamación de la república el rey español se exilió sin recibir el Royale. El primero de los coches fue entregado a un cliente en 1932. El Royale, con un precio de chasis básico de 30.000 dólares, se puso en marcha justo cuando la economía mundial comenzaba a deteriorarse en la década de 1930, la Gran Depresión. Fueron construidos seis Royales entre 1927 y 1933, pero solo tres fueron vendidos a clientes. Destinado a la realeza, no fue finalmente vendido a miembros de la realeza, Bugatti hasta se negó a vender uno de ellos al rey Zog de Albania, afirmando que los modales en la mesa de ese hombre están más allá de lo admisible!.
Aún existen los seis Royales fabricados de serie (el prototipo resultó destruido en un accidente en 1931), y cada uno tiene una carrocería diferente. Algunos fueron carrozados varias veces.

### 41.110 - Coupé Napoleón

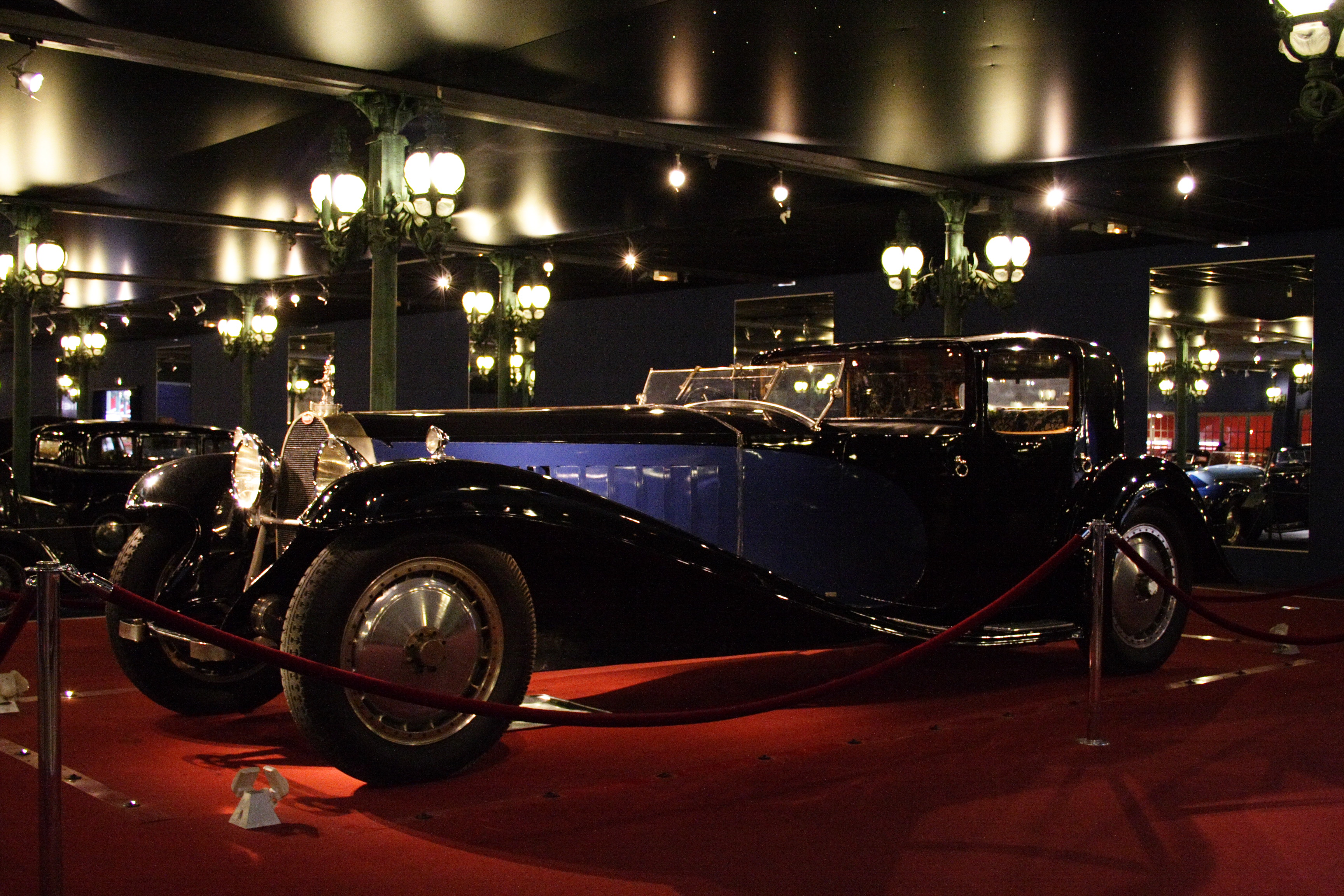
Chasis nº 41.110, conocido como el Coupé Napoleón, en el Museo Nacional del Automóvil de Mulhouse.

- El primer coche fue el número de chasis 41.110.
- Es conocido como Coupé Napoleón.
- Este coche fue equipado con el gran motor prototipo de 14,7 litros.[4]
- El Coupé Napoleón fue utilizado por Ettore Bugatti, y se convirtió en su coche personal. Permaneció en poder de la familia, que vivía en el castillo de Ermenonville hasta que las dificultades financieras obligaron a su venta en 1963.[4] Posteriormente, pasó a manos del fan de Bugatti Fritz Schlumpf.[4]
- En un principio tenía una carrocería Packard. Se recarrozó en París por el carrocero Weymann como un cupé de dos puertas. La carrocería Weymann fue reemplazada después de que Ettore Bugatti estrellara el coche en 1930 o 1931, cuando se quedó dormido al volante viajando de París a Alsacia y requirió una reconstrucción importante.[4]
- En distintas épocas también se equipó con otras carrocerías.[4]
- Durante la Segunda Guerra Mundial fue escondido tapiado en la casa de la familia Bugatti en Ermenonville, junto con los números 41.141 y 41.150 para evitar que fueran requisados por los nazis.
- Fue vendido por L'Ebe Bugatti en la década de 1960 a los hermanos Schlumpf.
- Se encuentra en el Museo Nacional del Automóvil de Mulhouse, junto con el chasis 41.131 que los hermanos Schlumpf compraron a John Shakespeare.

### 41.111 - Coupé de Ville Binder

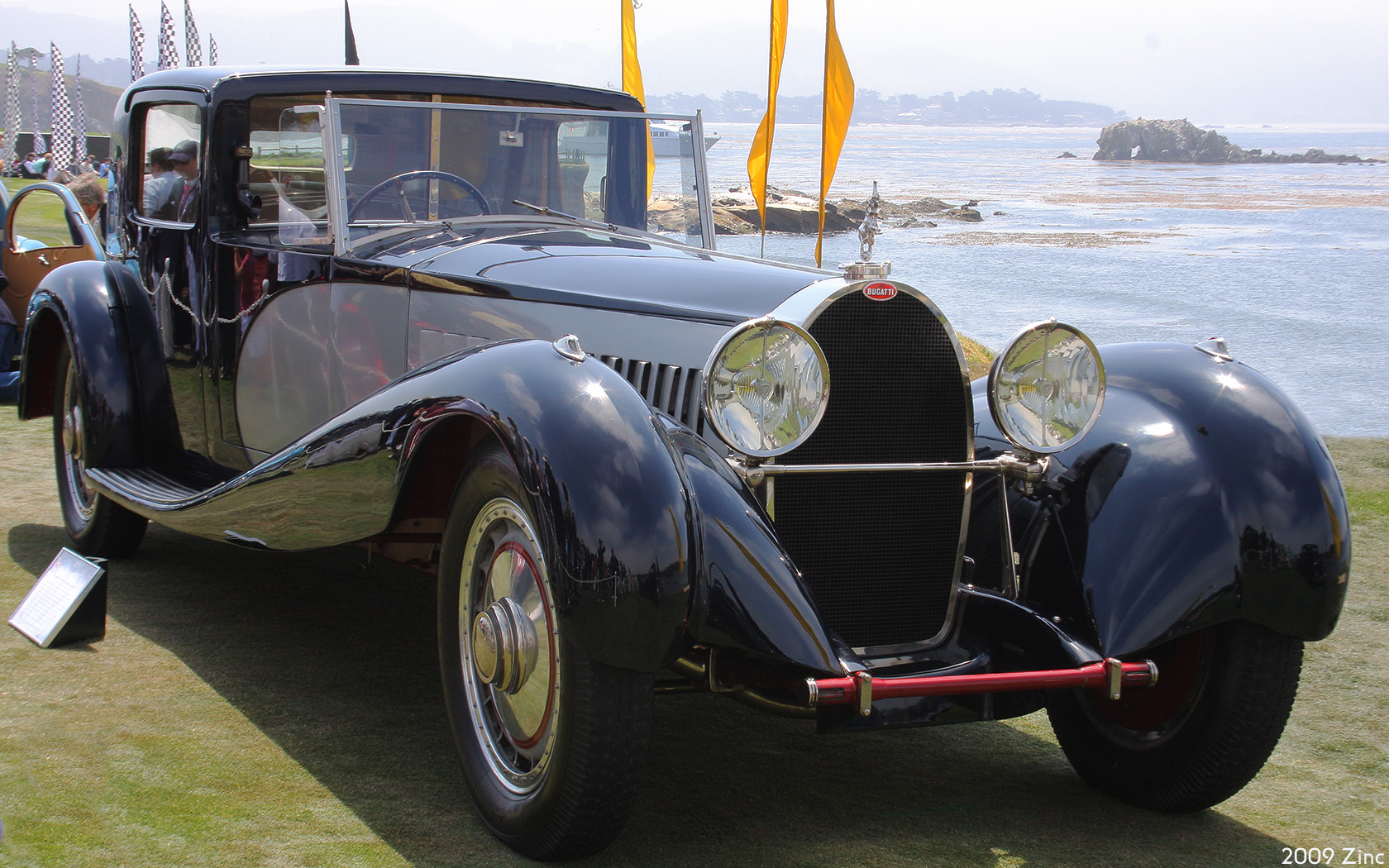
Bugatti Type 41 Royale Coupé de Ville Binder.

- El segundo coche construido, pero el primero en encontrar un comprador, fue el chasis n.º 41.111.
- Es conocido como el Coupé de Ville Binder.
- Fue vendido en abril de 1932 al fabricante de ropa francesa Esders Armand.[4] El hijo mayor de Ettore Bugatti, Jean, diseñó un roadster de dos plazas con impresionantes aletas a lo largo de la carrocería y con un asiento trasero descubierto, pero sin luces. De esta forma se hizo conocido como el Royale Esders Roadster.[7]
- Fue adquirido por el político francés Raymond Patenôtre,[8] y fue recarrozado como un Coupé de Ville por el carrocero Henri Binder. Desde ese momento, fue conocido como Coupé de Ville Binder.
- Nunca entregado al rey de Rumanía debido a la Segunda Guerra Mundial, fue escondido de los nazis en las cloacas de París.[9]
- Poco después de ser encontrado, lo llevaron al Reino Unido tras la Segunda Guerra Mundial, y fue adquirido por Dudley C Wilson de Florida en 1954.[4] Tras su muerte en 1961 pasó al banquero Mills Lane de Atlanta,[4] antes de que en 1964 se presentara en la colección Harrah en Reno, Nevada. Fue comprado por el increíble precio de 45.000 $ (aproximadamente el coste que el coche tenía cuando era nuevo).[1]
- Fue vendido en 1986 a un coleccionista de California, William Lyon.[9] Estuvo en una subasta en 1996, en la que se rechazó una oferta de 11 millones de dólares; tenía una reserva de 15 millones.[9]
- En 1999, el nuevo propietario de la marca Bugatti, Volkswagen AG, compró el coche por unos 20 millones de dólares.[9] Ahora se utiliza como vehículo de promoción de la marca, y viaja a distintos museos y lugares.

### 41.121 - Cabriolet Weinberger

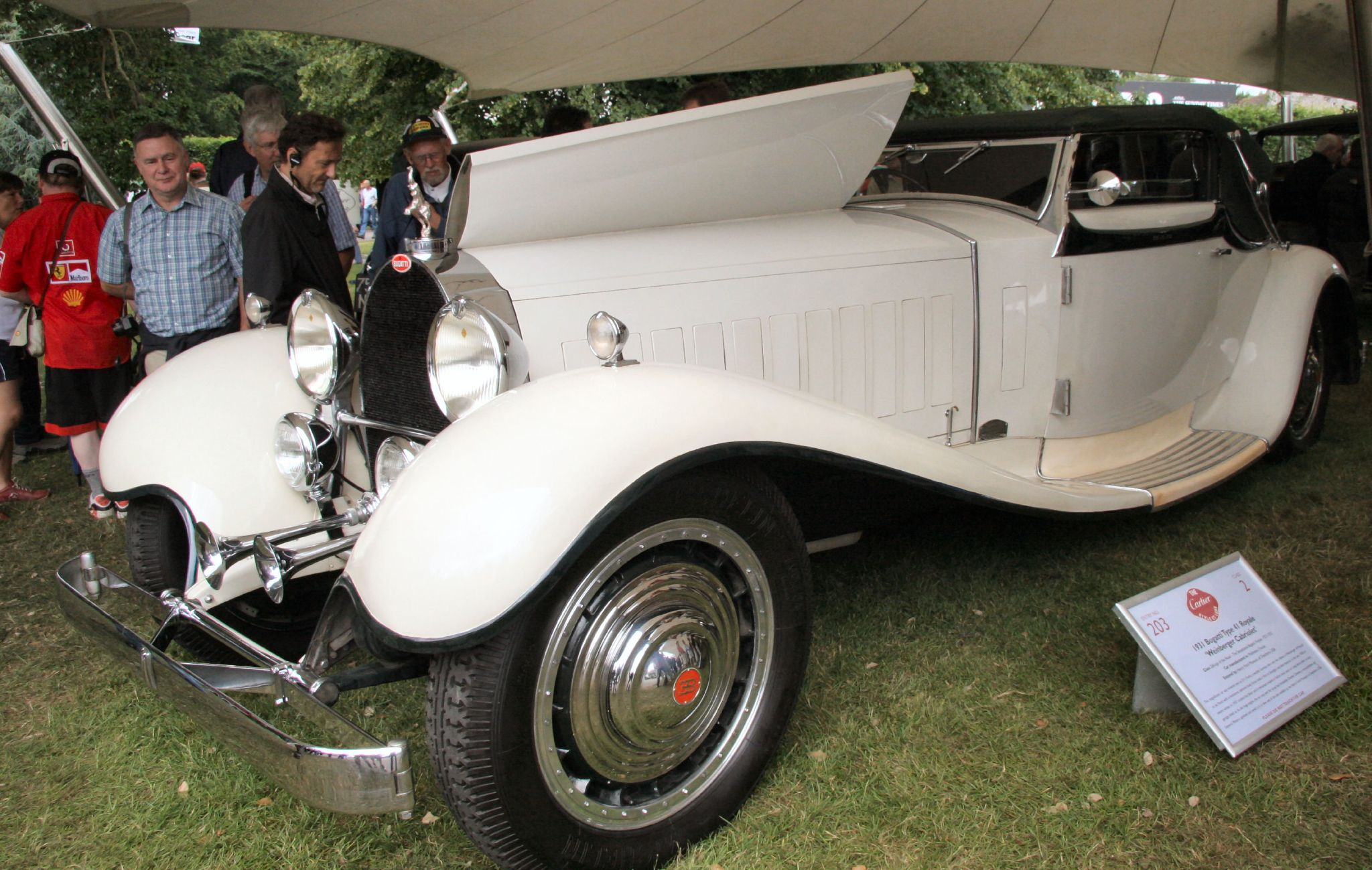
Chasis n.º 41.121, Bugatti Type 41 Royale 'Weinberger Cabriolet' de 1931.

- El tercer coche fue el chasis n.º 41.121.
- Es conocido como el Cabriolet Weinberger.
- Vendido en 1932 al obstetra alemán Josef Fuchs, quien contrató al carrocero Ludwig Weinberger de Múnich para crear un cabriolet. Pintado en negro y amarillo, el coche fue entregado al Dr. Fuchs en mayo de 1932.
- Como las tensiones políticas aumentaban en la Alemania de la preguerra, el Dr. Fuchs se trasladó a Italia y Japón, antes de trasladarse definitivamente a Nueva York alrededor de 1937, con el Royale con él.[10]
- Charles Chayne, después vicepresidente de ingeniería corporativa de General Motors, admiraba el coche de Fuchs. Chayne más tarde encontró el auto en un desguace en Nueva York, y lo compró en 1946 por 400 dólares.[10] Chayne logró reunir una colección impresionante de coches clásicos de los años 40 y 50 de esta forma.
- Primero puso de nuevo el coche en marcha, luego lo modificó para que fuera más manejable en carretera y se dice que gastó más de 10.000 $ para hacerlo. Terminó el coche en 1947: le puso un nuevo colector de admisión con cuatro carburadores, en lugar de la configuración original de un solo carburador, le añadió una nueva pintura de color blanco, un asiento verde oscuro y techo descapotable.
- En 1957, tras disfrutarlo durante diez años, Chayne donó el coche al Henry Ford Museum, situado en Dearborn, Michigan, donde aún se encuentra. En el cartel explicativo, se lee: Bugatti Royale Type 41 Cabriolet de 1931. Ettore Bugatti, Molsheim, Francia. Carrocería de Weinberger, OHC, 8 cilindros en línea, 300 caballos de fuerza, desplazamiento 779 cu.in., 3.191 kg. Precio original: 43.000 dólares, regalo de Charles y Esther Chayne.

### 41.131 - Limousine Park-Ward

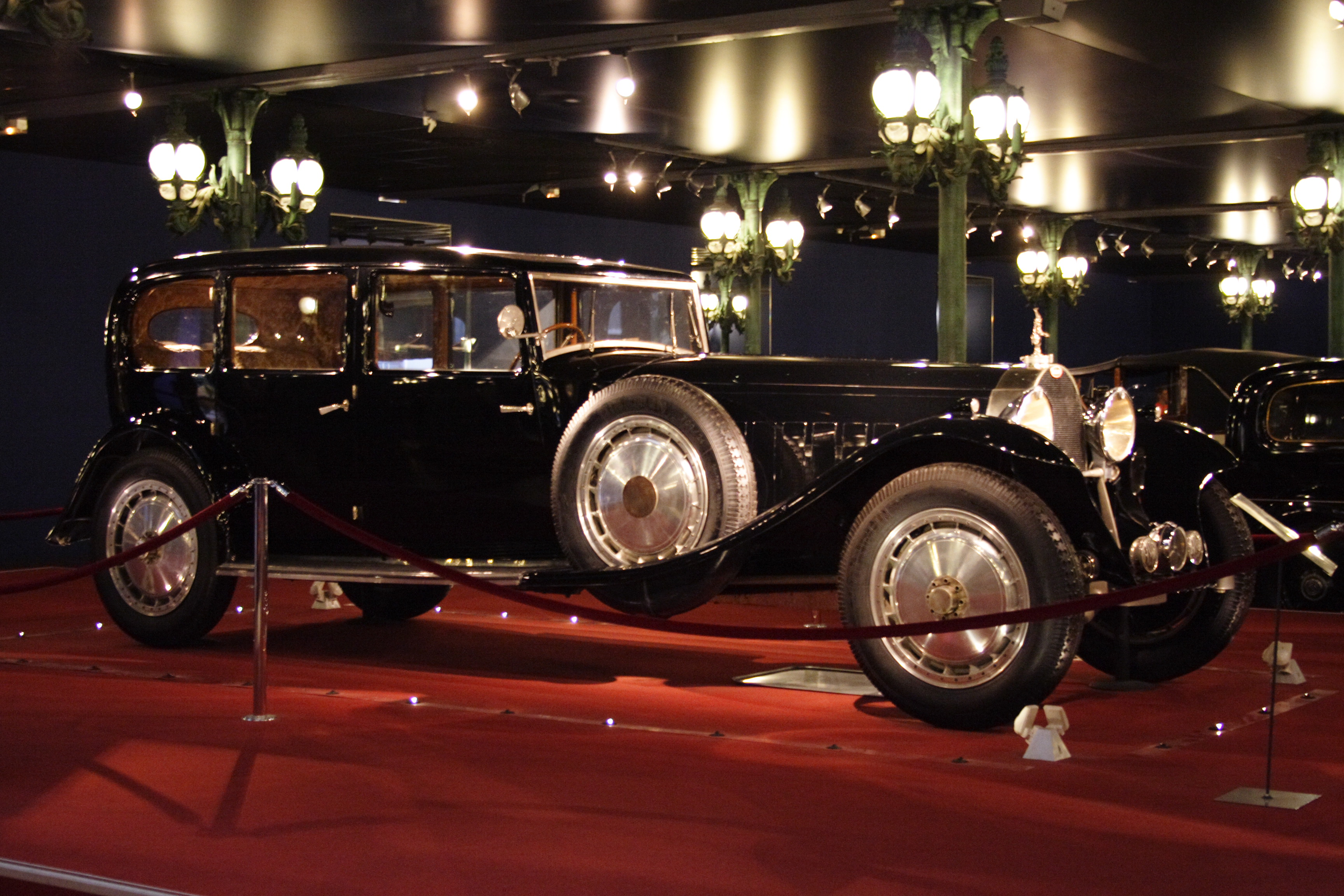
El chasis n.º 41.131, conocido como Limousine Park-Ward, se encuentra en el Museo Nacional del Automóvil de Mulhouse.

- El cuarto coche es el chasis n.º 41.131.
- Es conocido como el coche Foster o Limousine Park-Ward.[1]
- Fue vendido al capitán inglés Cuthbert W. Foster, heredero de una gran tienda por departamentos en Boston (EE. UU.), a través de su madre estadounidense, en 1933.[1] El automóvil de Foster tiene una carrocería tipo limusina realizada por Park Ward, creada al estilo de un Daimler de 1921 que había poseído anteriormente.[1]
- Fue adquirido en 1946 por el distribuidor británico de Bugatti Jack Lemon Burton, por aproximadamente 700 £ (o 2.800 dólares). Se vio obligado a sustituir los enormes neumáticos, lo que exigió la necesidad de quitar el rodapié de los guardabarros.
- Fue vendido en junio o julio de 1956 al coleccionista estadounidense de Bugatti John Shakespeare, y pasó a formar parte de la mayor colección de automóviles Bugatti en ese momento. Shakespeare pagó 3.500 £ (aproximadamente 9.785 $) por el coche, que estaba en perfecto estado. Este fue un precio considerable para un auto de colección en 1956. Por el mismo precio se podían comprar dos Duesenberg SJ nuevos. Los nuevos Ferraris también salieron aproximadamente a este precio en 1956.
- Debido a problemas financieros, en 1963 Shakespeare vendió su colección de coches completa a Fritz Schlumpf.[11]
- Forma parte de la colección Schlumpf.[11]
- Se encuentra en el Museo Nacional del Automóvil de Mulhouse, junto con el 41.110 que los hermanos Schlumpf compraron a la familia Bugatti.[1]

### 41.141 - Coche Kellner
- El quinto coche es el chasis n.º 41.141
- Es conocido como el coche Kellner.
- No fue vendido, lo mantuvo Bugatti.
- Fue escondido tapiado junto a los 41.110 y 41.150 durante la Segunda Guerra Mundial en la casa de la familia Bugatti en Ermenonville, para evitar ser requisado por los nazis.[1]
- Fue vendido junto al 41.150 por L'Ebe Bugatti en el verano de 1950 al piloto estadounidense de Le Mans Briggs Cunningham, a cambio de 200.000 francos (571 dólares estadounidenses) más un par de frigoríficos General Electric nuevos, que entonces no estaban disponibles en la Francia de la posguerra.[1] Téngase en cuenta que el franco francés se había devaluado drásticamente en los años inmediatamente posteriores a la guerra. Los frigoríficos se incluyeron de propina. Teniendo en cuenta los frigoríficos, esencialmente pagó alrededor de 600 $ por coche. Los costes de restauración elevarían el coste total hasta cerca de 1 millón de francos, o 2.858 dólares de EE. UU. por coche. Los coches fueron entregados en los Estados Unidos en enero de 1951.
- Tras cerrar su museo en 1986,[12] en 1987 el coche fue vendido directamente de la colección de Briggs Cunningham en Christie por 5,5 millones de libras (o 9,7 millones de dólares estadounidenses) en el Royal Albert Hall, al magnate sueco Hans Thulin.
- El coche también fue puesto a subasta en 1989 por Kruse en Las Vegas, donde Ed Weaver ofreció por él 11,5 millones de dólares, que Thulin rechazó. La reserva era de 15 millones. Con el colapso de su imperio, Thulin vendió el coche en 1990 por 15,7 millones de dólares al conglomerado japonés Meitec Corporation,[13] y se quedó en el sótano de su moderno edificio, antes de ser puesto a la venta por 10 millones de libras por Bonhams y Brooks por contratación directa en 2001.[1]
- El propietario actual fue desconocido durante un tiempo, pero se demostró en los últimos años que pertenece al broker suizo Lukas Huni.[14]

### 41.150 - Berline de Voyage

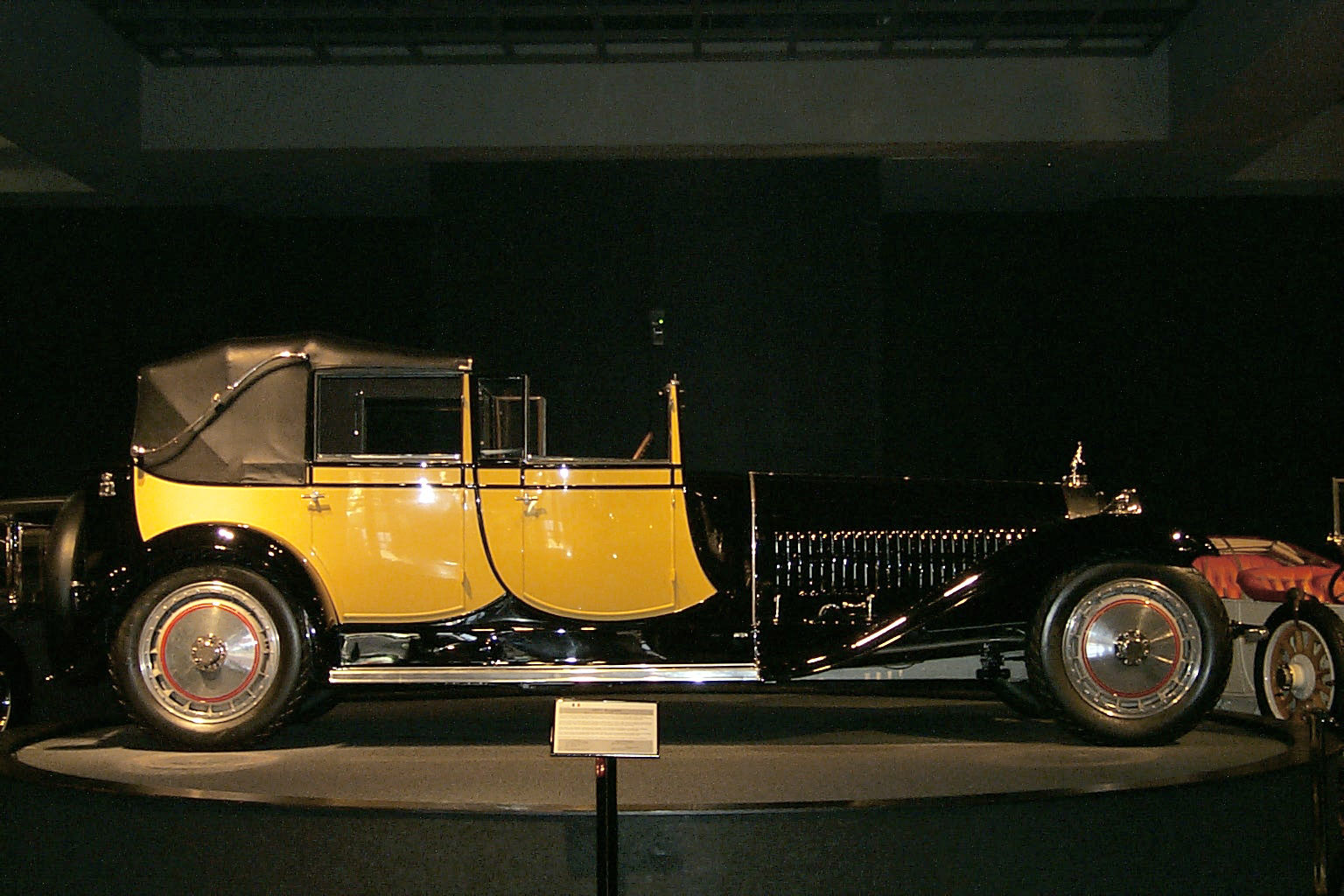
Bugatti Type 41 Royale Berline de Voyage de 1929.

- El sexto coche es el chasis n.º 41.150.
- Es conocido como el Berline de Voyage.
- No fue vendido, lo mantuvo Bugatti.
- Fue escondido tapiado junto a los 41.110 y 41.141 durante la Segunda Guerra Mundial en la casa de la familia Bugatti en Ermenonville, para evitar ser requisado por los nazis.[1]
- Fue vendido junto al 41.141 por L'Ebe Bugatti en el verano de 1950 al piloto estadounidense de Le Mans Briggs Cunningham, a cambio de 200.000 francos (571 dólares de EE. UU.) más dos frigoríficos General Electric nuevos.[1] El 41.150, junto al 41.141, fue entregado en los Estados Unidos en enero de 1951.
- Tras su llegada a los Estados Unidos, Cunningham vendió el 41.150 a Cameron Peck a principios de 1952, por alrededor de 6.500 $ (en ese momento uno de los precios más altos jamás pagados por un automóvil de colección, sacando Cunningham un beneficio sustancial). A partir de ahí el coche finalmente terminó en la colección Harrah. Después, fue vendido en una subasta en 1986 a Jerry J. Moore, quien pagó 6,5 millones de dólares por él y lo guardó durante un año y luego lo vendió a Tom Monaghan por 5 700 000 libras (8,1 millones de dólares).
- En 1991, Tom Monaghan, fundador de Domino's Pizza, vendió el 41.150 por 8 000 000 de dólares, que eran menos de los 5 700 000 libras (u 8,1 millones de dólares) por los que lo adquirió en 1987 de Jerry J. Moore.
- El coche fue vendido a la colección Blackhawk en Danville, California, donde fue expuesto en varias ocasiones.

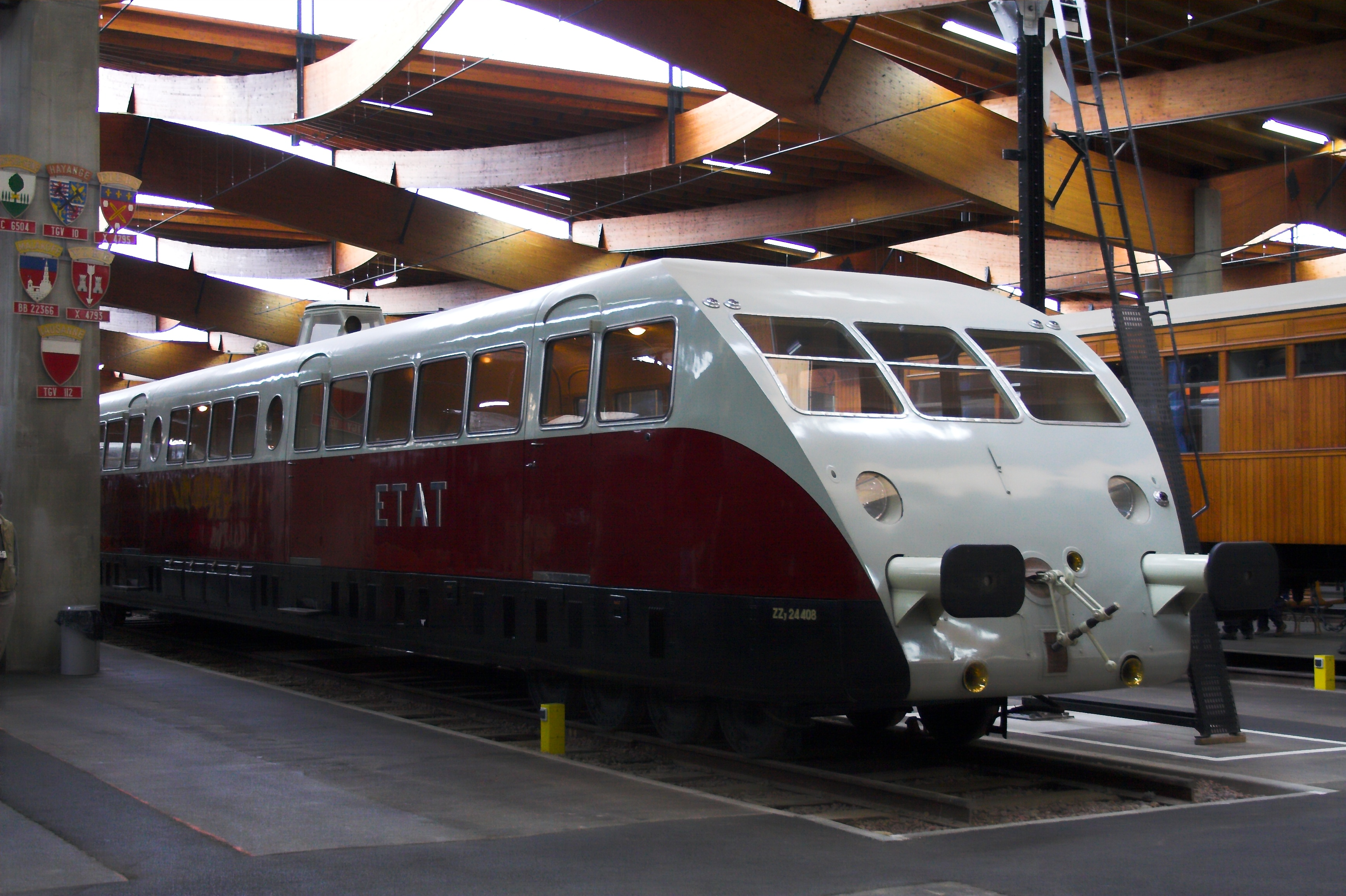
La mayoría de los motores destinados al Royale fueron descatalogados y encontraron salida en una serie de automotores Bugatti de alta velocidad.

### Tren Nacional Francés SNCF
Para utilizar los 23 motores restantes tras el fin de la producción de los Royale, Bugatti construyó el Automotor Bugatti, un tren accionado por dos o cuatro de las unidades de ocho cilindros. Fueron construidos setenta y nueve automotores para el Ferrocarril Nacional de Francia SNCF. El último de ellos permaneció en uso regular hasta 1956 o 1958 (las fuentes difieren). El automotor convirtió el fracaso económico del Royale en un éxito comercial para Bugatti. Se redujo la potencia a los motores para producir solo unos 200 caballos, pero hasta en esta forma proporcionaron un excelente rendimiento. Uno de los automotores logró una marca de velocidad media mundial de 196 km/h.

## Réplicas

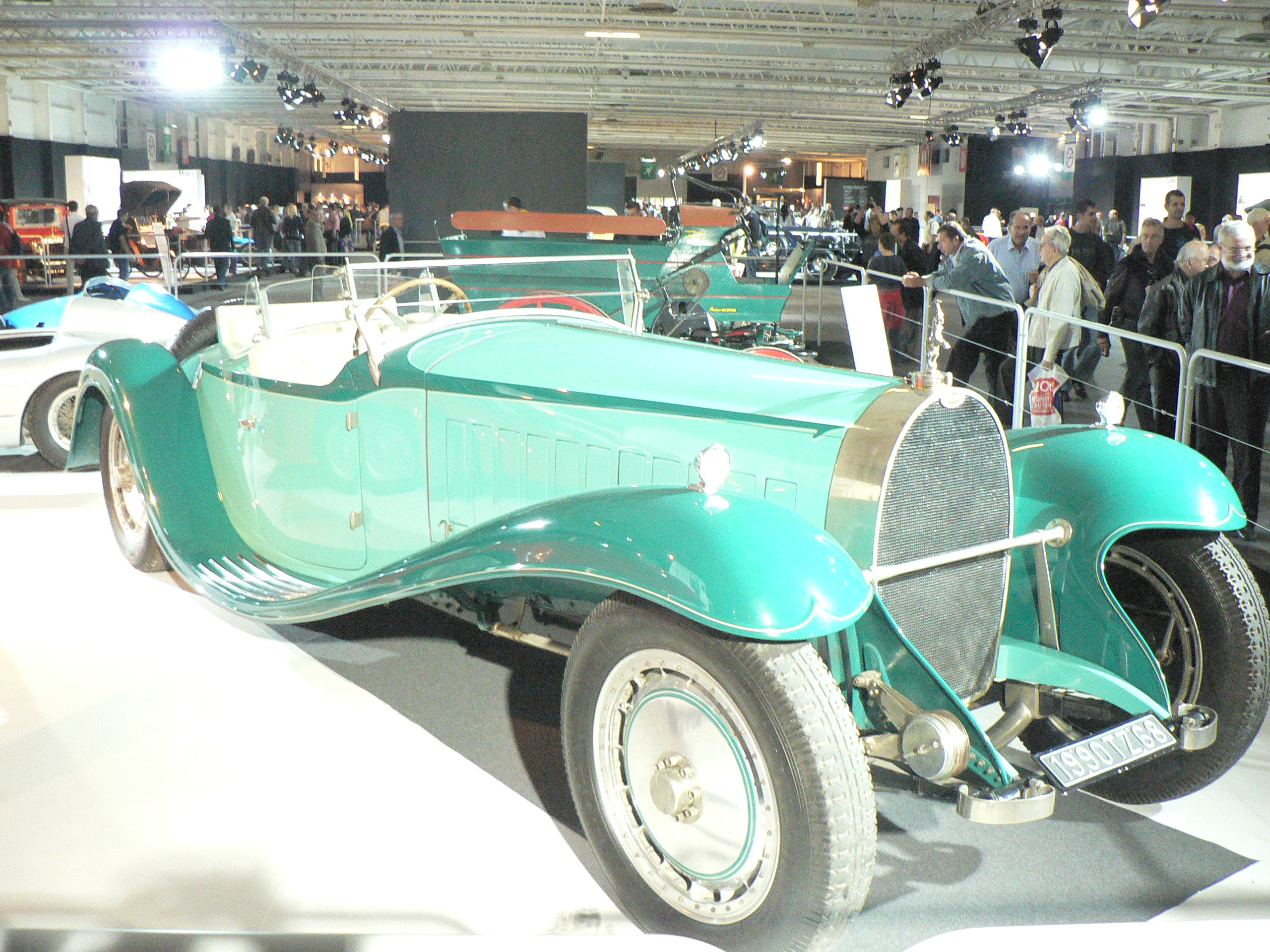
Réplica del Royale Esders Coupé de los hermanos Schlumpf, en exhibición en el Salón del Automóvil de París de 2006.

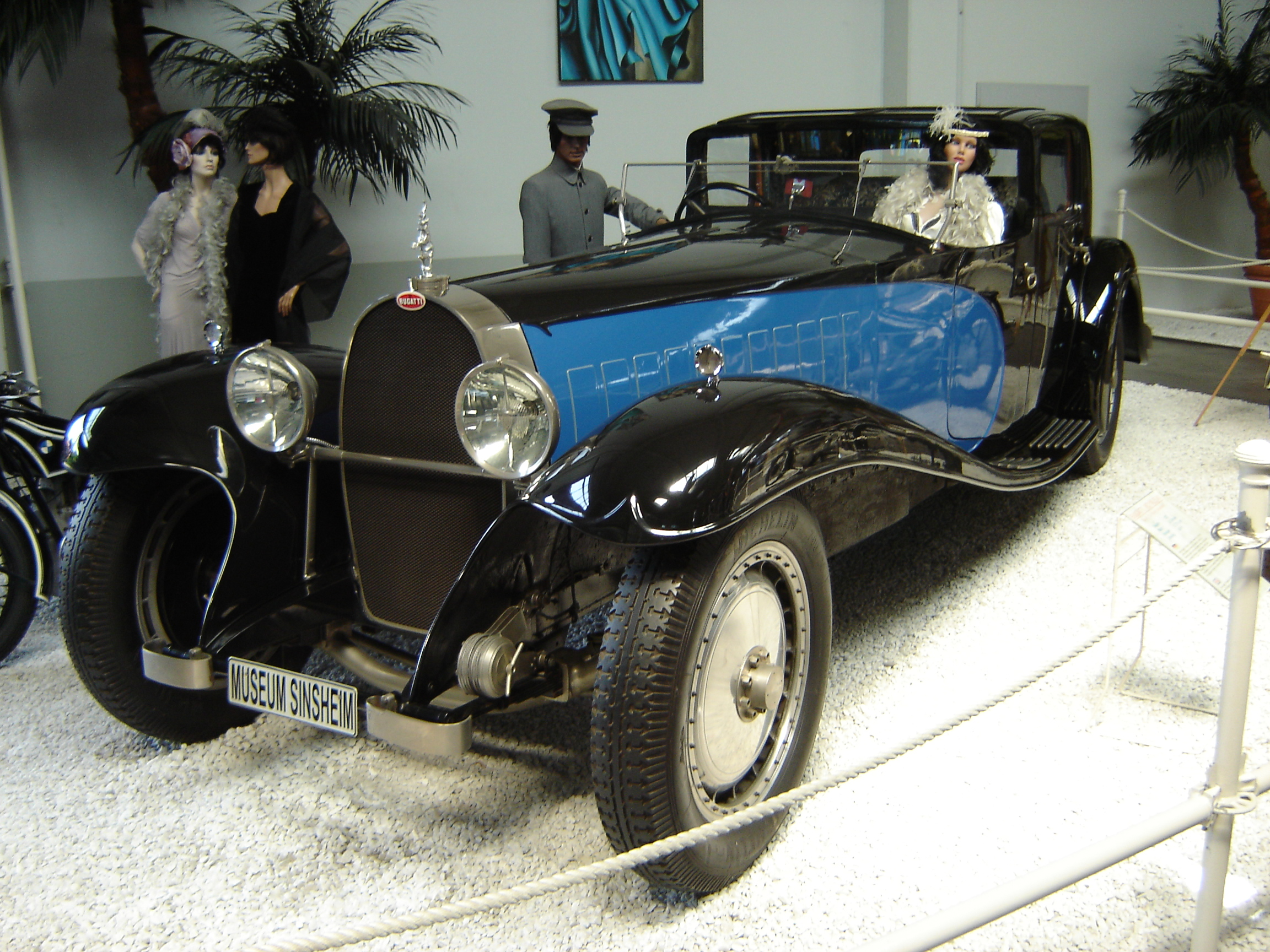
Réplica del Coupé Napoleón realizada para la película francesa Rebus, con un motor V8 estadounidense, que actualmente está en el Museo de la Automoción y la Tecnología de Sinsheim.

En vista de la escasez del Type 41 y su precio asociado, no sorprende que se hicieran algunas réplicas.
A los hermanos Schlumpf les gustaba la carrocería cupé original del chasis 41.111 del Dr. Armand Esders, y usando piezas originales de Bugatti hicieron una réplica del automóvil. Se encuentra junto a los dos originales en el Museo Nacional del Automóvil de Mulhouse.
El difunto Tom Wheatcroft encargó a Ashton Keynes Vintage Restorations (AKVR) la construcción de una réplica exacta del Royale personal de Bugatti, el Coupé Napoleón (chasis número 41.110), para su Donington Grand Prix Collection de Inglaterra. Desde entonces se vendió y salió de la colección. Tan buena fue la réplica, que cuando el coche Kellner necesitó un pistón de repuesto, sus propietarios japoneses encargaron a South Cerney Engineering (parte de AKVR) la pieza de repuesto.

## 80 aniversario
En 2007, para celebrar el octogésimo aniversario del Royale, cinco de los seis coches se encontraban en exhibición en el Festival Goodwood de Velocidad.